# Mieczysław Szymonik
Mieczysław Władysław Szymonik (ur. 27 sierpnia 1933 w Trzepizurach, obecnie część Blachowni) – polski działacz partyjny i państwowy, w latach 1981–1988 wicewojewoda częstochowski.

## Życiorys
Syn Franciszka i Genowefy. W latach 1953–1955 był słuchaczem Oficerskiej Szkoły Politycznej w Łodzi. W 1975 został absolwentem Wyższej Szkoły Nauk Społecznych przy KC PZPR, odbył również trzymiesięczny kurs dla partyjnych instruktorów komitetów powiatowych i miejskich.
W 1954 wstąpił do Polskiej Zjednoczonej Partii Robotniczej. Od 1959 instruktor w Komitecie Powiatowym PZPR w Częstochowie, od 1966 do 1972 pozostawał w nim sekretarzem. Później zajmował stanowisko sekretarza w Komitecie Zakładowym w Hucie im. Bolesława Bieruta oraz w Komitecie Miejskim PZPR w Częstochowie. Od 1978 członek Komitetu Wojewódzkiego PZPR w Częstochowie, w latach 1977–1981 kierował w nim Wydziałem Ekonomicznym. Od 17 lutego 1981 do ok. 1988 pełnił funkcję wicewojewody częstochowskiego.